# 8377 Elmerreese
8377 Elmerreese este un asteroid din centura principală de asteroizi.

## Descriere
8377 Elmerreese este un asteroid din centura principală de asteroizi. A fost descoperit pe 23 septembrie 1992 la Kitami de Kin Endate și Kazuro Watanabe. Asteroidul prezintă o orbită caracterizată de o semiaxă mare de 2,54 ua, o excentricitate de 0,10 și o înclinație de 9,7° în raport cu ecliptica.